# Дракони Едему
«Дракони Едему: Роздуми про еволюцію людського інтелекту» (англ. The Dragons of Eden: Speculations on the Evolution of Human Intelligence) — книга Карла Сагана 1977 року, в якій автор поєднує антропологію, еволюційну біологію, психологію та інформатику, щоб представити свою точку зору на те, як міг розвиватися людський інтелект. Назва «Дракони Едему» запозичена з уявлення про те, що рання боротьба людини за виживання проти хижаків, і зокрема страх перед рептиліями, могла призвести до культурних вірувань і міфів про драконів. Книга здобула Пулітцерівську премію. У 2002 році Джон Скойлз і Доріон Саган опублікували продовження книги під назвою «Вгору від драконів».

## Зміст
Книга є розширенням Меморіальної лекції імені Джейкоба Броновскі з натурфілософії, яку Саган прочитав в Торонтському університеті. У вступі Саган представляє свою тезу про те, що «розум… є наслідком своєї анатомії та фізіології і нічого більше».
У розділі 2 Саган коротко підсумовує всю історію Всесвіту, починаючи від Великого вибуху й до початку людської цивілізації за допомогою так званого «космічного календаря», — аналогії, де один календарний рік відповідає часу після Великого вибуху. Пізніше Саган використав таку ж аналогію в телесеріалі «Космос».
Саган обговорює у книзі пошуки кількісних засобів вимірювання інтелекту. Він стверджує, що відношення маси мозку до маси тіла є дуже хорошим показником для інтелекту, причому люди мають найвищий коефіцієнт, а дельфіни — другий за величиною, хоча він вважає, що ця тенденція порушується на малих масштабах, де деякі дрібні тварини (зокрема мурахи) посідають непропорційно високе місце в списку. Інші теми включають еволюцію мозку (з наголосом на функції неокортексу в людини), еволюційне призначення сну та сновидінь, навчання шимпанзе жестової мови, призначення вроджених страхів і міфів.

## Сприйняття
Пишучи для «Нью-Йорк Таймс», Джон Ленард назвав книгу захопливою й описав Сагана як «наукового Роберта Редфорда, красивого, чіткого та ділового». У 1978 році книга була нагороджена Пулітцерівською премією.

## У масовій культурі
У 2008 році клавішник і продюсер Тревіс Дікерсон разом з гітаристом-віртуозом Бакетгедом і барабанщиком Брайаном Мантіа випустив альбом під назвою «The Dragons of Eden». Назви треків альбому взяті з розділів книги.